# Wolfgang Fischer
Wolfgang Fischer (ur. 11 grudnia 1888 w Carolath, zm. 1 lutego 1943 k. Szabika w Tunezji) – niemiecki wojskowy, Generalleutnat, odznaczony Krzyżem Rycerskim z Liśćmi Dębu.

## Życiorys
Urodził się na Dolnym Śląsku. 18 marca 1910 wstąpił do wojska, jako ochotnik kandydat na oficera w 154 (5 Dolnośląskie) Pułku Piechoty w Legnicy. 18 sierpnia 1911 został oficerem. Do 1914 roku był oficerem w tym pułku.
Po wybuchu I wojny światowej został w ramach mobilizacji przeniesiony do 7 pułku piechoty Landwehry. Jesienią 1915 roku został adiutantem w sztabie 3 Dywizji Landwehry i brał udział w walkach na froncie wschodnim. Następnie był adiutantem 22 Brygady Landwehry i brał udział w walkach na froncie zachodnim. Funkcję tę pełnił do końca I wojny światowej, wojnę zakończył w stopniu kapitana.
Po zakończeniu wojny był członkiem Freikorpsu, po czym wcielony został Reichswehry do 58 pułku strzeleckiego. Po rozwiązaniu tego pułku został oficerem w 12 pułku piechoty, a potem w sztabie 3 pułku piechoty jako adiutant pułku. W 1925 roku został dowódcą 8 kompanii karabinów maszynowych w tym pułku, a w 1927 roku dowódcą 14 kompanii piechoty tego pułku. W 1929 roku został przeniesiony do 6 pułku piechoty, gdzie został dowódcą 7 kompanii piechoty, a później dowódcą batalionu szkolnego tego pułku.
Po przekształceniu Reichswehry w Wehrmacht został dowódcą batalionu w 46 pułku piechoty. W 1936 został przeniesiony do sztabu 69 pułku piechoty, a w lutym 1938 roku został dowódcą tego pułku, w tym czasie pułk ten został zmotoryzowany.
Brał udział w najeździe na Polskę jako dowódca 69 pułku piechoty (zmotoryzowanego) w składzie 20 Dywizji Piechoty Po zakończeniu walk w Polsce, 27 października 1939 roku został dowódcą 10 Brygady Strzelców wchodzącej w skład 10 Dywizji Pancernej. Dowodząc tą brygadą brał udział w kampanii francuskiej w 1940 roku, gdzie dowodzona przez niego brygada wyróżniła się w walkach o Calais. Potem wziął udział ataku na ZSRR, na północnym odcinku frontu, nadal dowodząc 10 Brygadą Strzelców.
2 sierpnia 1941 roku został mianowany dowódcą 10 Dywizji Pancernej, walczącej na froncie wschodnim do wiosny 1942 roku, po czym została przeniesiona do Francji, w celu reorganizacji i uzupełnienia.
W listopadzie 1942 roku dowodzona przez niego dywizji została przerzucona do Afryki Północnej, gdzie wzięła udział w walkach w Tunezji, przyczyniając się do stabilizacji sytuacji i powstrzymania ofensywy aliantów.
W dniu 1 lutego 1943 roku w czasie rekonesansu jego samochód wjechał na źle oznakowane, włoskie pole minowe na tzw. linii Mareth, rubieży obronnej w Tunezji w rejonie miejscowości Szabika. W wyniku wybuchu miny Fisher został ciężko ranny i po kilku minutach zmarł.
Pośmiertnie został awansowany do stopnia generała wojsk pancernych ze starszeństwem od 1 kwietnia 1943 roku.

## Awanse
- kandydat na oficera (Fähnrich) (20.12.1910)
- podporucznik (Leutnant) (18.08.1911)
- porucznik (Oberleutnant)
- kapitan (Hauptmann) (20.09.1918)
- major (Major) (01.02.1932);
- podpułkownik (Oberstleutnant) (01.10.1934);
- pułkownik (Oberst) (01.08.1937);
- generał major (Generalmajor) (01.08.1941);
- generał porucznik (Generalleutnant) (01.11.1942);
- generał wojsk pancernych (General der Panzertruppe) (pośmiertnie ze starszeństwem od 01.04.1943)

## Odznaczenia
Źródło:
- Krzyż Rycerski z Liśćmi Dębu (09.12.1942)
- Krzyż Rycerski (03.06.1940)
- Złoty Krzyż Niemiecki (22.04.1942)
- Krzyż Żelazny kl. I (1914)
- Krzyż Żelazny kl. II (1914)
- Okucia do Krzyża Żelaznego kl. I (17.09.1939)
- Okucia do Krzyża Żelaznego kl. II (04.09.1939)
- Hamburski Krzyż Hanzeatycki
- Krzyż Wielkiego Księcia Oldenburskiego Fridricha-Augusta kl. I
- Krzyż Zasługi wojskowej z mieczami kl. III (Austro-Węgry)
- Krzyż Pamiątkowy Weterana I wojny światowej
- Srebrna Odznaka Pancerna
- Medal za Kampanię Zimową na Wschodzie 1941/1942
- Brązowa Odznaka za Rany 1939